# Słowenia na Letnich Igrzyskach Paraolimpijskich 2008
Słowenię na letnich igrzyskach paraolimpijskich w Pekinie reprezentowało 30 zawodników.

## Medale

### Srebro
- Jože Flere - lekkoatletyka, rzut dyskiem - F32/51

### Brąz
- Mateja Pintar - tenis stołowy, gra pojedyncza - kl.3
- Franc Pinter - strzelectwo, karabin pneumatyczny - SH1

## Kadra

### Lekkoatletyka
- Tatjana Majcen
- Jože Flere
- Henrik Plank
- Tanja Cerkvenik

### Pływanie
- Dejan Fabčič

### Strzelectwo
- Franc Pinter
- Damjan Pavlin

### Tenis stołowy
- Jolanda Belavič
- Andreja Dolinar
- Ivan Lisac
- Bojan Lukežič
- Mateja Pintar

### Kolarstwo
- David Kuster
  - szosowe

start wspólny - 27. miejsce
czasówka - 11. miejsce
- - torowe

1 km - 11. miejsce
na dochodzenie - 10. miejsce

### Goalball
Zespół męski - 5. miejsce
- Gorazd Bolanc
- Matej Ledinek
- Dejan Pirc
- Simon Podobnikar
- Ivan Vinkler
- Boštjan Vogrinčič

### Siatkówka na siedząco
Zespół kobiecy - 4. miejsce 
- Marinka Cencelj
- Anita Urnaut
- Danica Gošnak
- Emilie Gradišek
- Bogomira Jakin
- Ana Justin
- Saša Kotnik
- Boža Kovačič
- Suzana Ocepek
- Alenka Šart
- Štefka Tomič